# 小行星8259
小行星8259是一颗围绕太阳公转的小行星。1983年10月16日，茲丹卡·瓦弗洛娃在克萊季发现了此天体。
这颗小行星的绝对星等为302.090645665513等。